# دييغو روزاليس
دييغو روزاليس (بالإنجليزية: Diego Rosales)‏ هو لاعب كرة قدم أمريكي، ولد في 1 نوفمبر 2005 في سوث غيت في الولايات المتحدة.